# Ficus schumacheri
Ficus schumacheri är en mullbärsväxtart som först beskrevs av Frederik Michael Liebmann, och fick sitt nu gällande namn av August Heinrich Rudolf Grisebach. Ficus schumacheri ingår i släktet fikonsläktet, och familjen mullbärsväxter. Inga underarter finns listade i Catalogue of Life.